# Izabela Zackiewicz
Izabela Zackiewicz (née Kożon le 11 juillet 1988 à Varsovie) est une ancienne joueuse de volley-ball polonaise. Elle mesure 1,83 m et jouait au poste de réceptionneuse-attaquante. 

## Clubs
| Club                             | De        | À         |
| -------------------------------- | --------- | --------- |
| SMS PZPS Sosnowiec               | 2003-2004 | 2005-2006 |
| AZS-AWF Varsovie                 | 2006-2006 | 2006-2006 |
| MOS Wola Varsovie                | 2006-2007 | 2006-2007 |
| Blue Raiders de Middle Tennessee | 2007-2008 | 2009-2010 |
| Volley Köniz                     | 2011-2012 | 2011-2012 |
| Sparta Varsovie                  | 2012-2013 | 2012-2013 |
| PMKS Nike Węgrów                 | 2013-2014 | 2015-2016 |
| PSPS Chemik Police               | 2016-2017 | 2016-2017 |